# 顺义军
顺义军，五代方镇名。
后唐改静胜军置，治所在耀州（今陕西省铜川市耀州区）。下辖耀州（后梁改崇州）、鼎州（后梁裕州）。北宋初年，废。